# 栗田健男
栗田健男（1889年4月28日—1977年12月19日），日本帝国海军将领，官至海军中将，曾作为第二舰队司令官指挥主力舰队参加了莱特湾海战。

## 生平
1889年4月28日栗田健男生于茨城县水户市，其父是从事日本史编辑人员栗田勤，祖父是东京帝国大学教授栗田寛博士。水户中学毕业，考入江田島海軍兵學校第38期，1910年7月18日毕业成绩为149人中排名第28号。同期同学知名者有三川军一、五藤存知、小林仁。1916年入水雷学校与炮术学校普通科受训，曾入海军大学乙种班受训，1917年12月水雷学校高等科毕业。栗田健男没有入海军大学甲种班学习的经历，是缺乏海大甲种班精英学历还能就任主力舰队司令长官的少数人之一。
栗田健男历任驱逐舰舰长，第五、第四战队参谋，驱逐舰队司令等职。1934年11月15日任轻巡洋艦“阿武隈”艦長。1935年11月15日任水雷学校教官。1937年12月1日任战舰“金刚”舰长。1938年11月15日晋升海军少将，先后任第一、第四水雷战队司令官，及第七战队司令官。栗田是经验丰富的鱼雷战术专家，而且在海军内部以剑道高手而闻名。

### 太平洋战争
1941年12月太平洋战争爆发时，栗田健男指挥第七战队（辖“最上”“三隈”“鈴谷”“熊野”四艘重巡洋舰），隶属南遣艦隊参与日本进攻东南亚的南方作戰中的馬來亞戰役以及荷蘭東印度群島戰役。栗田率第7战队第2小隊（“最上”“三隈”）支援进攻西爪哇的登陆部队，在1942年3月1日凌晨遭遇爪哇海海战中逃脱的美国重巡洋舰“休斯敦”及澳大利亚轻巡洋舰“帕斯”，这两舰被击沉，混乱的战斗中“最上”向“休斯敦”发射的93式“长矛”鱼雷打偏，打到日军运输船队中，包括第16军司令官今村均中将所乘坐的“龙城丸”在内四艘陆军运输舰被打沉，今村中将掉到海里，为此联合舰队专门派人上门道歉。之后1942年4月第7战队还参加进攻安达曼群岛以及孟加拉湾的破交作战。1942年5月1日晋升海军中将。
1942年6月，栗田率第7战队作为支援隊，隶属第二舰队司令长官近藤信竹中将指挥的攻略部队，参加中途岛海战。在海战中，其所属战队的四艘最上级重巡洋舰被派去炮击中途岛，6月6日夜任务取消，在前往与联合舰队主力部队会合時，为规避美军潜艇高速转向，混乱中“最上”与“三隈”相撞，栗田率旗舰“熊野”与“鈴谷”先行撤离，令受伤的“三隈”“最上”在2艘驱逐舰（荒潮、朝潮）的护卫下另行撤往特鲁克島基地。6月6日天亮后，美军发动空袭，“三隈”被击沉，“最上”受到重创。
随后同年7月12日任第三战队司令官，瓜达尔卡纳尔岛战役期间，10月14日夜率领所辖戰艦“金剛”和“榛名”炮击瓜达尔卡纳尔岛上亨德森机场的作战成功，造成机场严重破坏。10月25日－27日隶属于第二舰队司令长官近藤信竹中将指挥的舰队，参加南太平洋海战。
1943年8月9日任第二艦隊司令長官兼第四战队司令官。为支援布干维尔岛作战率领第二舰队巡洋舰战队进驻拉包尔时11月5日遭遇美军空袭，六艘巡洋舰受伤，撤回了特鲁克島。这年获得勲一等瑞宝勋章。
1944年6月19日指挥第二艦隊作为前衛舰队，在第一机动部队司令长官小泽治三郎中将指挥下，参加马里亚纳海战。海战中美国海军占有压倒性的优势，而日本航空母舰舰队则丧失了作战能力。1944年10月20日－26日捷号作战中，做为第二艦隊司令官指挥以大和号为首的主力舰队参加了莱特湾海战。在莱特湾海战中，小泽治三郎的舰队已经引开哈尔西上将的主力航母舰队远离莱特湾时，栗田率领主力战舰群准备突入莱特湾，但在美军驱逐舰，护航航空母舰的舰载机的顽强抵抗下，所属战舰伤痕累累，因而誤以为面对的是美军主力舰队。栗田没有收到小泽舰队诱敌成功电报是重要原因，再加上当时天气恶劣以及战场信息混乱误导，於是命令第二舰队撤退，从而错失了消灭美军登陆船队的机会，因此被后人称为“逃跑的栗田”。莱特湾海战中这一有“神秘的反转”之称的撤退行动，后来引起许多的讨论与争议。
栗田健男在其34年的海军生涯里，在陆上任职时间较短，是在舰队中执行勤务阅历较丰富的指挥官之一。有的人说到他的战术指挥平平，尤其意志力薄弱。批评他缺乏山本五十六的气魄和小泽治三郎那样的才能。也有人认为栗田比较有人性，放弃“玉碎”作战，其撤退命令保全了第二舰队剩余官兵的性命，因为即使第二舰队突入莱特湾，几乎无制空权的舰队也会被随后赶到的美军航母舰队全部消灭。
莱特湾海战之后，1945年1月15日转任海军兵学校校长，直至太平洋战争结束，因此他也是日本海军兵学校的最后一任校长。10月5日转为预备役。

### 战后
8月15日戰爭結束後，他於10月5日被調到預備役。美國戰略轟炸調查組、日本海軍技術調查團、GHQ參謀部第2歷史課都有對他作出盤問，相關調查記錄日後亦有作公佈。 日本海軍技術調查組人員，當問到栗田在萊特灣海戰中指揮的大和級戰列艦主砲口徑時，他與其他日本軍人一樣都答“不知道”
1977年12月19日，在兵库县西宫市去世。享年88岁。

## 關連項目
- 大日本帝國海軍軍人列表
- 雷伊泰灣海戰